# Brazylijscy arcymistrzowie szachowi
Lista brazylijskich szachistów, posiadających tytuły arcymistrzów (GM) i arcymistrzyń (WGM), zarówno w grze klasycznej, korespondencyjnej, kompozycji szachowej, jak i w rozwiązywaniu zadań szachowych oraz tytuły arcymistrzów honorowych (HGM), przyznawanych za osiągnięcia w przeszłości. Obejmuje także zawodników, którzy barwy Brazylii reprezentowali tylko w pewnym okresie swojego życia.

## Szachy klasyczne

### arcymistrzowie
| Zawodnicy          | Rok urodzenia | Rok śmierci | Rok nadania | Uwagi |
| ------------------ | ------------- | ----------- | ----------- | ----- |
| André Diamant      | 1990          |             | 2009        |       |
| Felipe El Debs     | 1985          |             | 2010        |       |
| Alexandr Fier      | 1988          |             | 2007        |       |
| Rafael Leitão      | 1979          |             | 1997        |       |
| Darcy Lima         | 1962          |             | 2000        |       |
| Everaldo Matsuura  | 1970          |             | 2011        |       |
| Henrique Mecking   | 1952          |             | 1971        |       |
| Krikor Mekhitarian | 1986          |             | 2010        |       |
| Gilberto Milos     | 1963          |             | 1988        |       |
| Jaime Sunye Neto   | 1957          |             | 1986        |       |
| Giovanni Vescovi   | 1978          |             | 1998        |       |

## Szachy korespondencyjne

### arcymistrzowie
| Zawodnicy                        | Rok urodzenia | Rok śmierci | Rok nadania | Uwagi |
| -------------------------------- | ------------- | ----------- | ----------- | ----- |
| Carlos Costa                     | ?             |             | 2002        |       |
| Salvador Cresce                  | ?             |             | 2003        |       |
| José Gonçalves                   | ?             |             | 2003        |       |
| Névio João                       | ?             |             | 2005        |       |
| João Carlos Oliveira             | ?             |             | 2005        |       |
| Márcio Oliveira                  | ?             |             | 2005        |       |
| Antonio Carlos Rodrigues Cipolli | ?             |             | 2009        |       |
| Paulo Edison Terres Chacon       | ?             |             | 2009        |       |

### arcymistrzynie
| Zawodniczki                      | Rok urodzenia | Rok śmierci | Rok nadania | Uwagi |
| -------------------------------- | ------------- | ----------- | ----------- | ----- |
| Iluska Pereira da Cunha Simonsen | ?             |             | 2000        |       |